# Hoplistomerus quintillus
Hoplistomerus quintillus là một loài ruồi trong họ Asilidae. Hoplistomerus quintillus được Oldroyd miêu tả năm 1940. Loài này phân bố ở vùng nhiệt đới châu Phi.